# ユーアンドケイ
ユーアンドケイ (U&K) は、愛知県名古屋市緑区に本社を置く、日本のアダルトビデオメーカーである。

## 概要
1997年（平成9年）に会社設立。『女子校生れず先輩と私』、『ヴァージンレズ』シリーズなどのレズものの映像ソフトをリリース。
2010年（平成22年）4月より自社商品の流通をアウトビジョン（北都）に委託している。
2025年4月現在も新作をリリースしている。

## 受賞歴
AVグランプリ2008のレズ部門で、『陵辱レズ調教 羞恥と快楽に溺れゆく女達』(出演者:翔田千里、瞳れん、中山りお、麻生岬)が最優秀賞。賞金100万円。

## 主なシリーズ
代表的なシリーズ以下の通り。
- 「あぶない女子校生」シリーズ
- 「誘惑レズミセス」シリーズ
- 「女子校生れず先輩と私」シリーズ
- 「ヴァージンレズ」シリーズ

## 主要レーベル
- Wife
- DeepImpact
- Lovers
- Mistress
- アップル

など

## 関連企業
- 有限会社イデアワークス（商品販売卸会社）
- 有限会社フリーウェア（商品販売委託会社）